# 鎮安郡
鎮安郡（：／ Jinan gun */?），是大韓民國全北特别自治道东北部的一個郡，位於蘆嶺山脈和小白山脈之間。面積788.94平方公里，2006年人口27608人。在1979年5月1日，本郡的鎮安面升格为鎮安邑，故现在下分1邑、10面。
交通方面，有益山浦项高速公路經過，设有鎮安交叉路和鎮安休憩所。

## 在此取景的影视作品
- 被称为神的男人
- 屋塔房王世子
- 49天

## 著名景点
- 馬耳山道立公園

## 友好城市
- 首爾特別市恩平區
- 中国辽宁省桓仁满族自治县
- 中国陕西省商洛市[1]